# Col de la Croix de Mounis
Le col de la Croix de Mounis est un col situé à 809 mètres d'altitude dans le Massif central, dans le département français de l'Hérault, sur le territoire de la commune de Castanet-le-Haut.

## Toponymie
Le nom de Croix de Mounis apparaît dans une charte de 1199 passée entre Guillaume Aton de Curvalle et Deodat de Boussagues.

## Histoire
La première occupation humaine permanente à cet endroit remonte à la Révolution française. Plus généralement, on constate à cette époque l'apparition de nouvelles maisons tout le long de la route D 922, sur la commune de Castanet-le-Haut : la Coste, la Baraquette, la Croix de Mounis, Bel-Air, le Péras. Cela correspond au gros effort du diocèse de Castres à la fin du XVIIIe siècle pour améliorer la route Lacaune-Saint-Gervais, d'où une augmentation sensible du trafic. Le tracé de cette route subit toute une série de modifications au cours du XIXe siècle. Initialement la route passait derrière les maisons. Un couple, formé de Pierre Bouisset (1772-1824) né à Murat-sur-Vèbre et son épouse Marguerite Pistre (ca 1777-1855) née à Ginestet, ouvre une « baraque » à la Croix de Mounis qui servait d'auberge et de relais. Les chevaux des diligences reliant Saint-Gervais-sur-Mare à Lacaune après la rude montée étaient relayés par des chevaux frais. Deux des fils restent à cet endroit : Pierre Bouisset (1804-1843), qui garde l'auberge-relais, et Jacques (1808-1859), qui est déclaré roulier et qui perd la vie accidentellement, d'où la vieille croix de pierre érigée à cet endroit. Les descendants des deux frères ont construit les différentes maisons aujourd'hui présentes. Ceux de Pierre ont une petite entreprise de fabrication de la chaux, dont subsiste une ancienne carrière à l'arrière des maisons et un ancien four près de la grande croix.

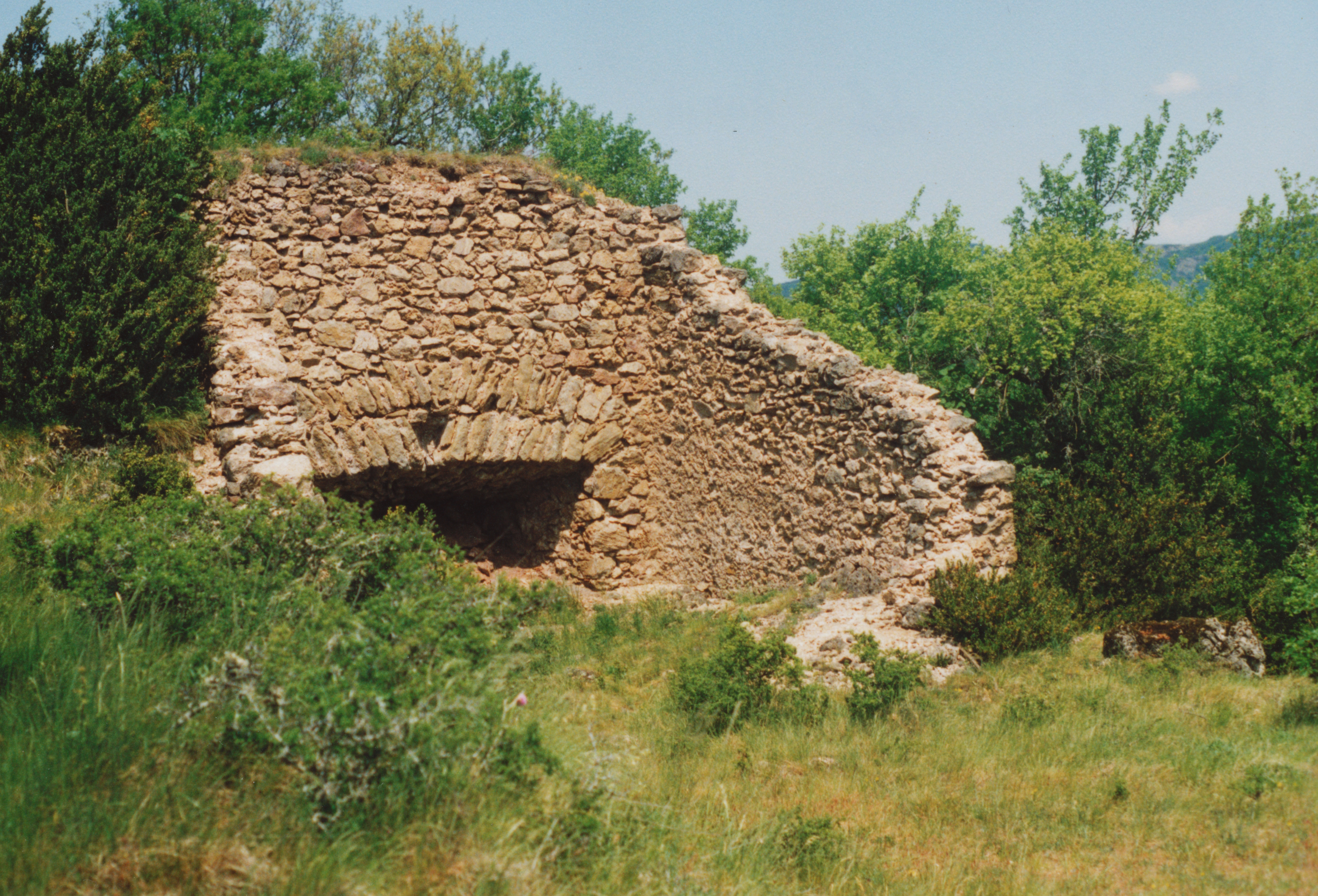
Ancien four à chaux.
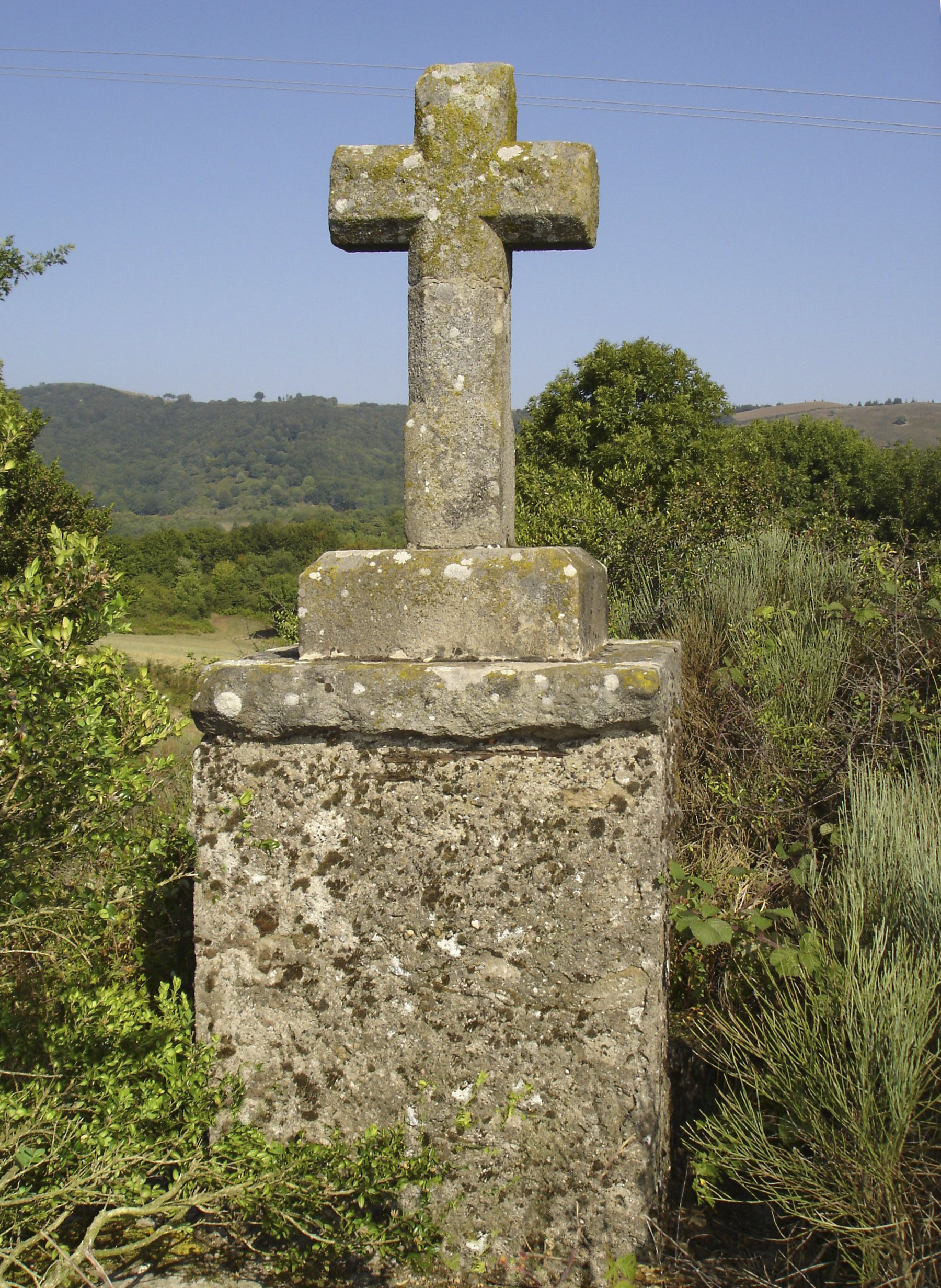
Croix (1859), dressée pour rappeler l'accident mortel de Jacques Bouisset, survenu à cet endroit.

Au XXe siècle, un bureau de poste auxiliaire a également été installé après la Première Guerre mondiale. La route historique avait un tracé différent de celui que l'on emprunte aujourd'hui : elle passait derrière les maisons, descendait sur le versant méridional de la montagne pour aboutir au lieu-dit Bel-Air, d'où elle descendait directement sur le Péras. Cet ancien tracé correspond en partie aujourd'hui à un sentier encore utilisable. Une grande croix a été érigée en 1953 et une table d'orientation juste à côté qui permet de repérer les points remarquables de l'Hérault (Espinouse, pic Saint-Loup, pic de Vissou, etc.)

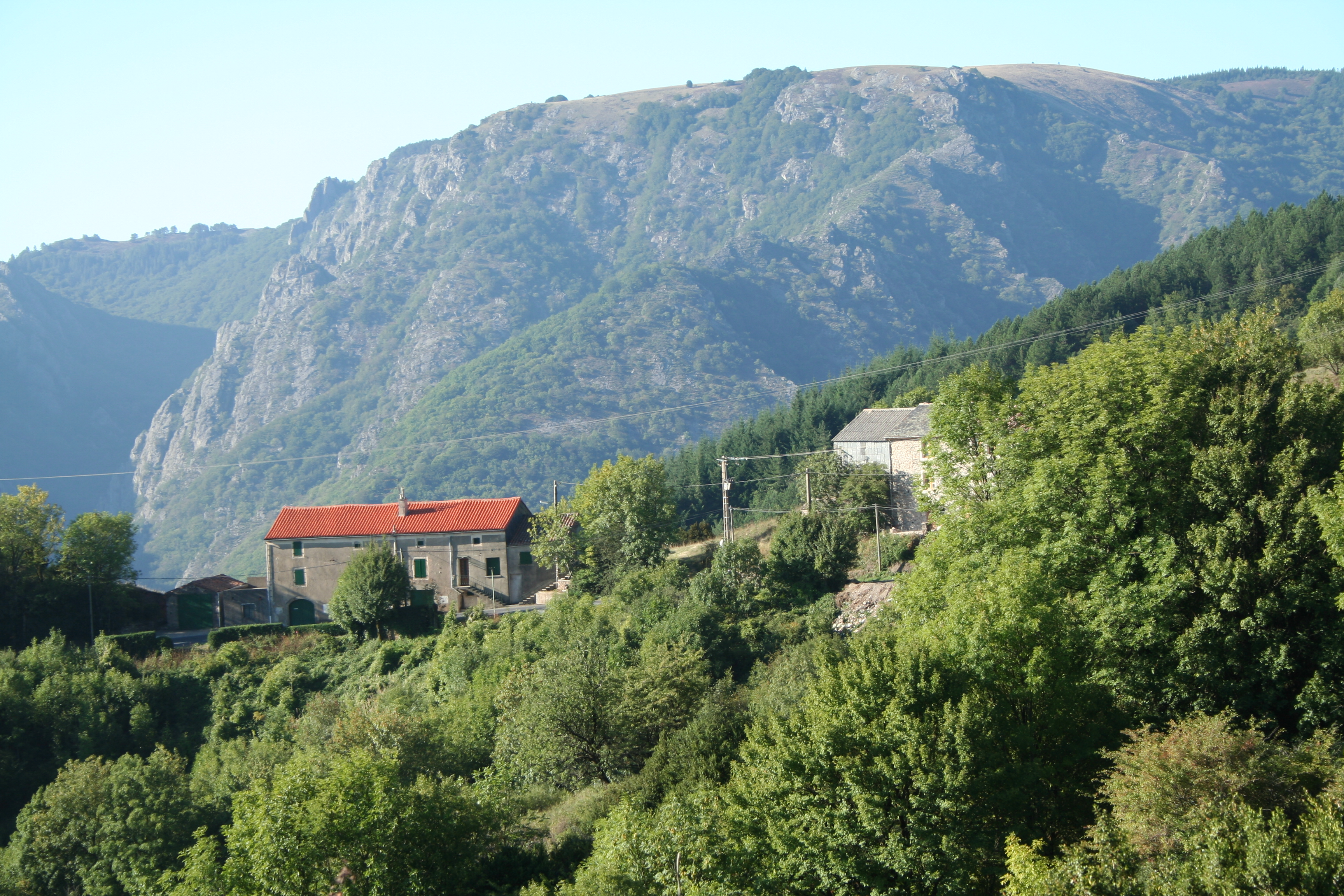
Maisons et monts de l'Espinouse à l'arrière.
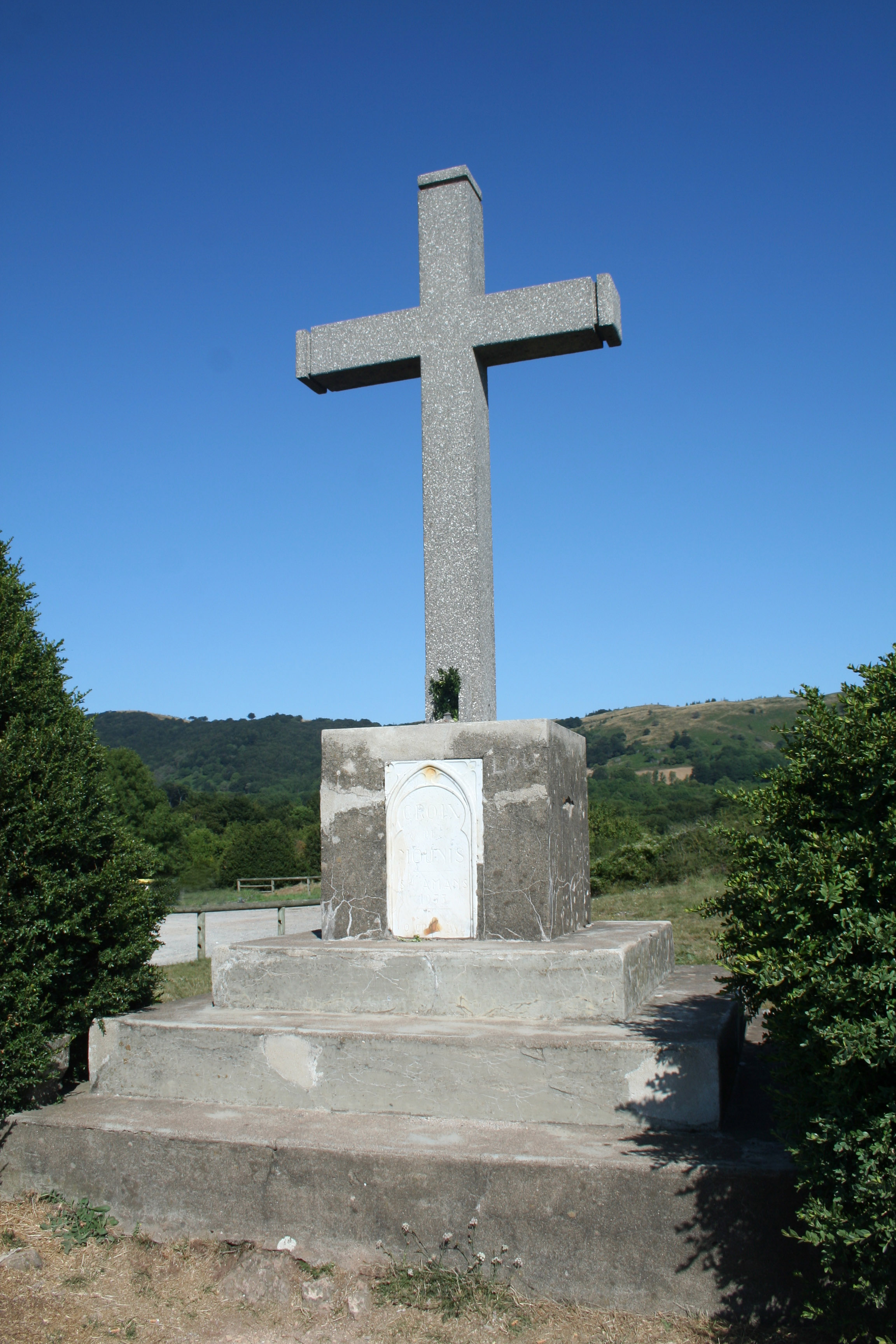
Croix (1953).
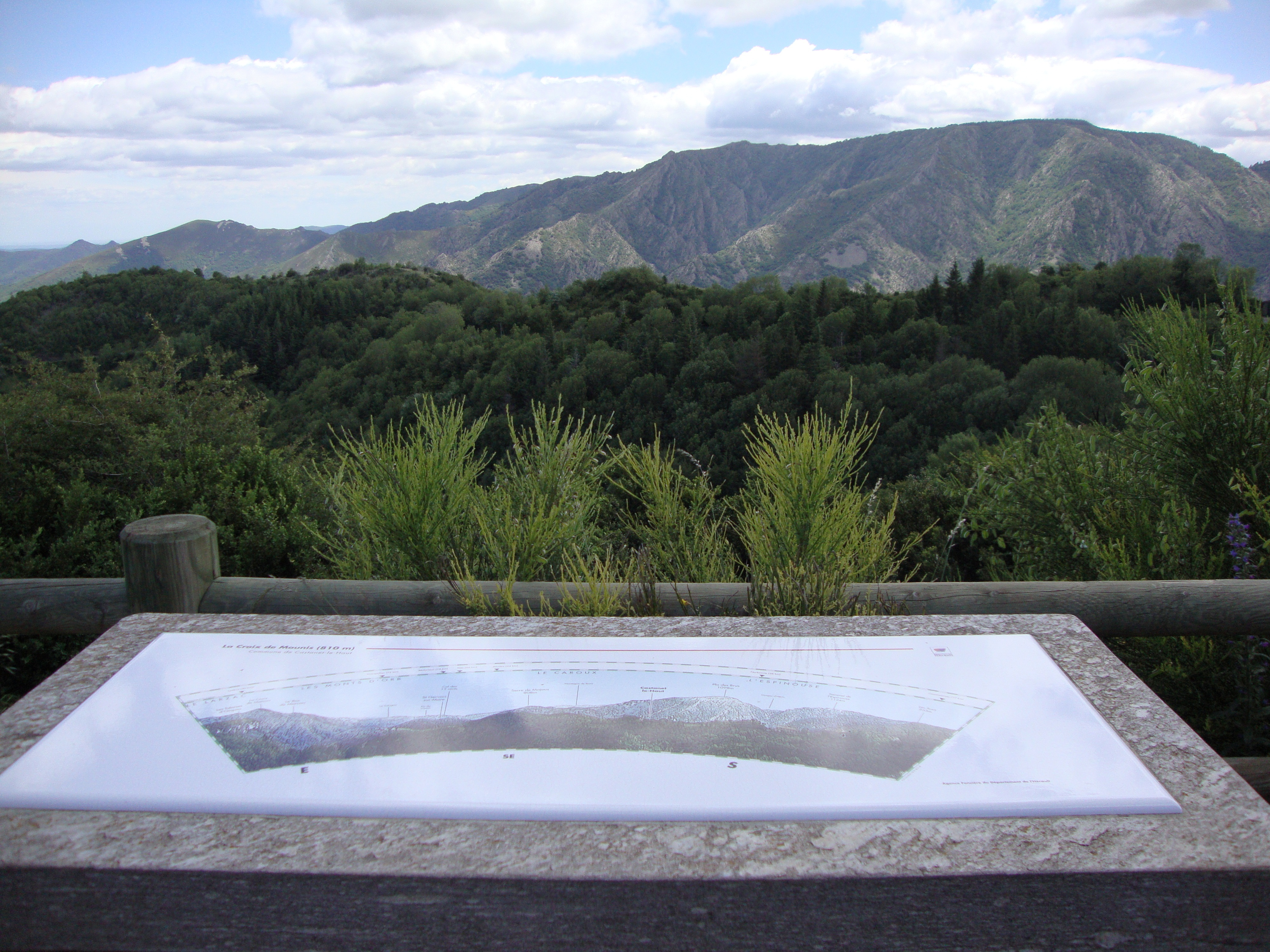
Table d'orientation.

## Cyclisme
Le col de la Croix de Mounis a été franchi à trois reprises par le Tour de France mais n'a pas figuré au classement de la montagne en 1953, lors de la 13e étape. Il a ensuite été classé en 3e catégorie en 1972, lors de la 10e étape, puis en 2e catégorie en 2013, lors de la 7e étape, avec un passage en tête du Français Blel Kadri.
| Année | Étape | Catégorie | 1er au sommet   |
| ----- | ----- | --------- | --------------- |
| 2013  | 7e    | 2         | Blel Kadri      |
| 1972  | 10e   | 3         | Lucien Van Impe |
| 1953  | 13e   | hors GPM  |                 |